# Stallhof

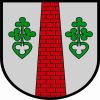
Wappen der früheren Gemeinde Stallhof

Stallhof ist ein Ort in der Weststeiermark. Er war bis Ende 2014 eine Gemeinde mit 535 Einwohnern (Stand 2014) im Bezirk Deutschlandsberg (Gerichtsbezirk Deutschlandsberg). Im Rahmen der steiermärkischen Gemeindestrukturreform wurde Stallhof 2015 mit den Gemeinden Stainz, Stainztal, Rassach, Marhof und Georgsberg zusammengeschlossen, die neue Gemeinde führt den Namen Stainz weiter. Grundlage dafür ist das Steiermärkische Gemeindestrukturreformgesetz – StGsrG.

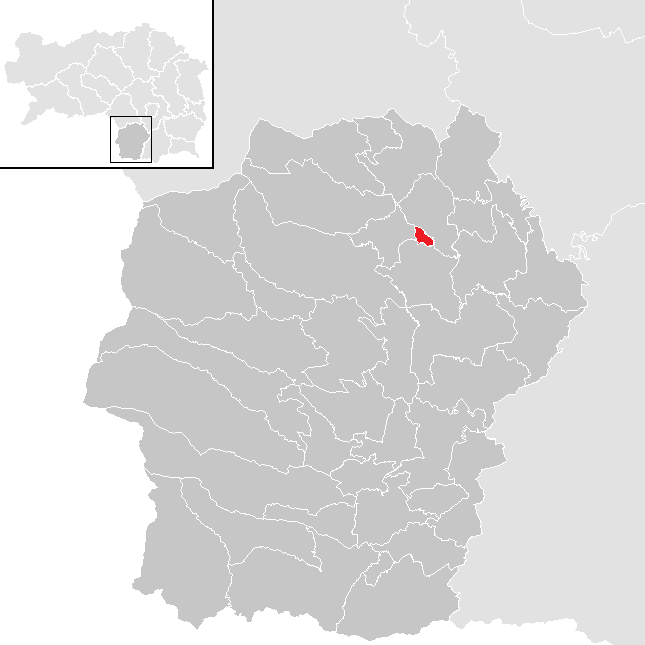
Lage der früheren Gemeinde Stallhof im Bezirk Deutschlandsberg mit den Gemeindegrenzen bis Ende 2014

## Geografie
Stallhof liegt in der Weststeiermark. Es existieren keine weiteren Katastralgemeinden außer Stallhof.

## Geschichte
Der Ort war Teil der 1122 entstandenen Mark Steiermark, die 1180 als Herzogtum Steiermark von Bayern getrennt wurde. Ab 1192 wurde das Gebiet durch die Babenberger in Personalunion zwischen Österreich und der Steiermark regiert. Von 1282 bis 1918 stand das Gebiet unter der Herrschaft der Habsburger, es lag im zunächst im „Viertel zwischen Mur und Drau“, danach im Marburger Kreis der Steiermark, der zunächst bis in das Kainachtal reichte, dessen Grenze aber mehrfach nach Süden verschoben wurde, sodass Stallhof mit den anderen Gemeinden des Stainztals ab 1. November 1783 im Grazer Kreis lag. Am 6. November 1918 kam der Ort als Teil der Steiermark zur Republik Deutsch-Österreich.

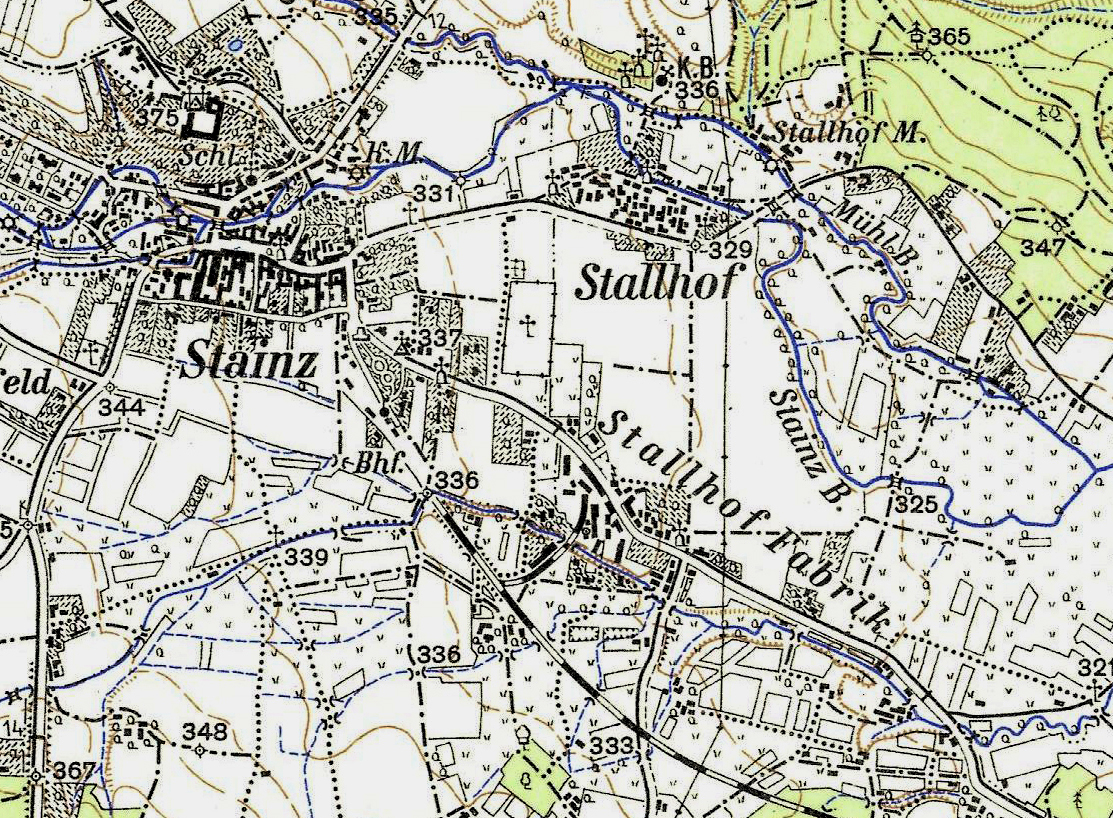
Stallhof bei Stainz ca. 1940 mit dem Verlauf der Anschlussbahn in die Zündholzfabrik

An der Ortsgrenze zu Stainz lag die Stainzer Zündwarenfabrik, die vom Stainzer Kaufmann Georg Kollmann gegründet und 1870 eröffnet worden war. Ausschlaggebend für den Standort Stallhof waren Widerstände der Stainzer Bevölkerung gegen einen Bau in Stainz gewesen. 1881 wurde der Betrieb durch den Besitzer des Deutschlandsberger Konkurrenzunternehmens Florian Pojatzi erworben, vergrößert, modernisiert und als Filialunternehmen geführt. Auf dem 40.000 m² großen Betriebsgelände befand sich neben Arbeiterwohnungen auch ein Spital. Der Betrieb hatte auch eine eigene Krankenkasse und einen Alters- und Invaliden-Unterstützungsfonds. Die Dienstordnung sah einen 11-Stunden-Arbeitstag (täglich außer Sonn- und Feiertags) vor, wobei eine Stunde Mittagspause und zwei halbstündige Frühstücks- oder Jausenpausen vorgesehen waren. Es gab nach der Dienstordnung drei Klassen von Arbeitern: Männer ab 24 Jahren (für die Produktionsarbeiten, Tischler- und Hobelarbeiten), Frauen (für die Anfertigung der Zündholzschachteln usw.) und Kinder ab 14 Jahren (für leichte Arbeiten wie das Einlegen der geschnittenen Rohzündhölzer in die Rahmen, mit denen die Hölzer in die Zündholzkopf-Masse eingetunkt wurden). Als Lohn wurden für Männer 79 Kreuzer bis 1 Gulden 20 Kreuzer pro Tag gezahlt, für Frauen pro 100 Stück Schachteln 16 Kreuzer, für Kinder pro 100 Stück eingelegte Rahmen 35 Kreuzer.
Das Werk kam im April 1927 in wirtschaftliche Probleme und musste geschlossen werden.
Die ehemalige Gemeinde hatte die Lasten aus der Versorgung der Arbeitslosen mit zu tragen. Da das mit Ausbruch der Weltwirtschaftskrise nicht mehr ausreichend möglich war, drohte die Bevölkerung zu verarmen. Aufmärsche, Protestaktionen und politische Konflikte waren die Folge, auch deswegen, weil sich nun die Situation der bisher wirtschaftlich noch besser gestellten agrarischen Schichten der Gemeinde ebenso rapide zu verschlechtern begann.
Ein weiterer wirtschaftlicher Schlag für Stallhof war die Einstellung der Lokalbahnlinie von Stainz nach Preding-Wieselsdorf erstmals mit 18. Jänner 1932, die auch nach Wiederaufnahme eines eingeschränkten Betriebes keine dauernde wirtschaftliche Relevanz mehr erreichen konnte.

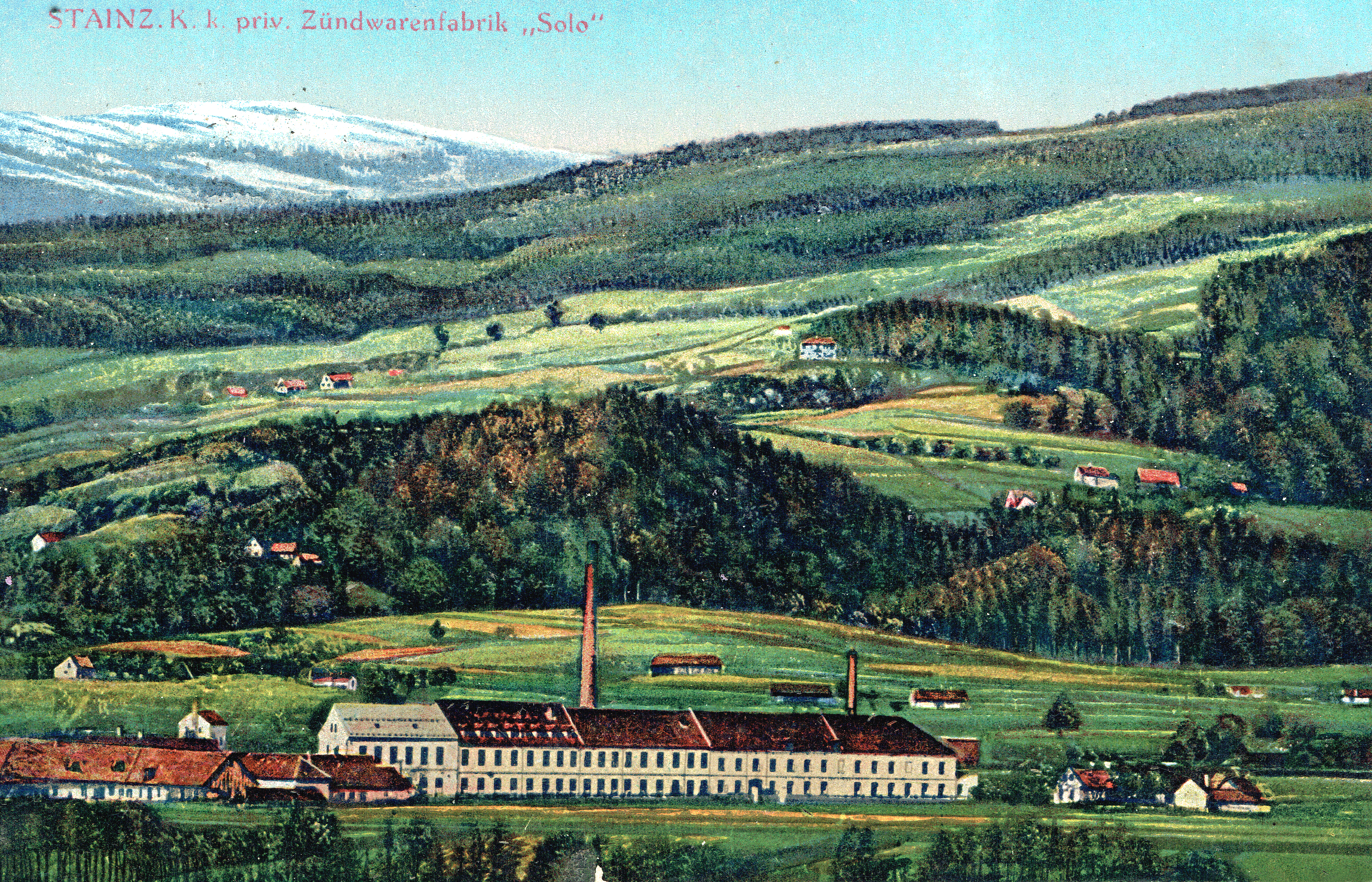
Die Zündholzfabrik um 1916

Nach der Annexion Österreichs 1938 lag der Ort im Reichsgau Steiermark, 1945 bis 1955 war er Teil der britischen Besatzungszone in Österreich.

## Politik

### Gemeinderat
Der Gemeinderat bestand zuletzt aus 9 Mitgliedern und setzte sich seit der Gemeinderatswahl 2010 aus Mandaten der folgenden Parteien zusammen:
- 1 ÖVP
- 8 SPÖ – stellt den Bürgermeister

### Bürgermeister
Bürgermeister war Harald Kienzl (SPÖ).

### Wappen
Die Verleihung des Wappens an die frühere Gemeinde erfolgte mit Wirkung vom 1. August 2007, die Wappenbeschreibung lautet: „In silbernem Schild pfahlweise ein aus roten Ziegelsteinen gefügter sich nach oben verjüngender Schlot, begleitet von je einem grünen kleeblattförmig ausgeschlagenen Seeblatt, daraus je ein grüner dreifach beblätterter Kleestängel wachsend.“

## Kultur
In Stallhof sind acht Kapellen, Bildstöcke und Wegkreuze dokumentiert.

## Historische Landkarten

Stallhof und seine Umgebung in den Landesaufnahmen
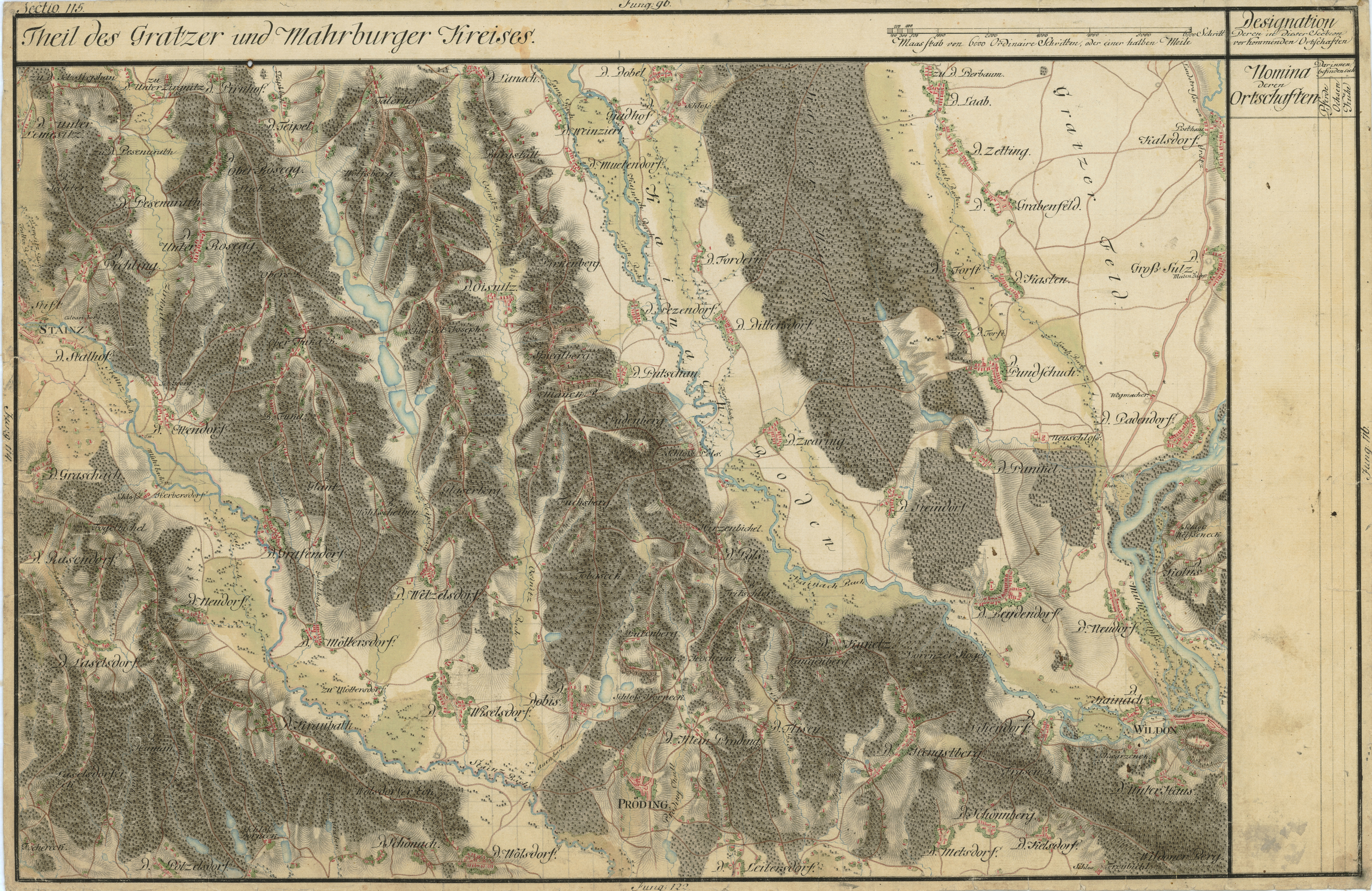
Josephinische Landesaufnahme, ca. 1790
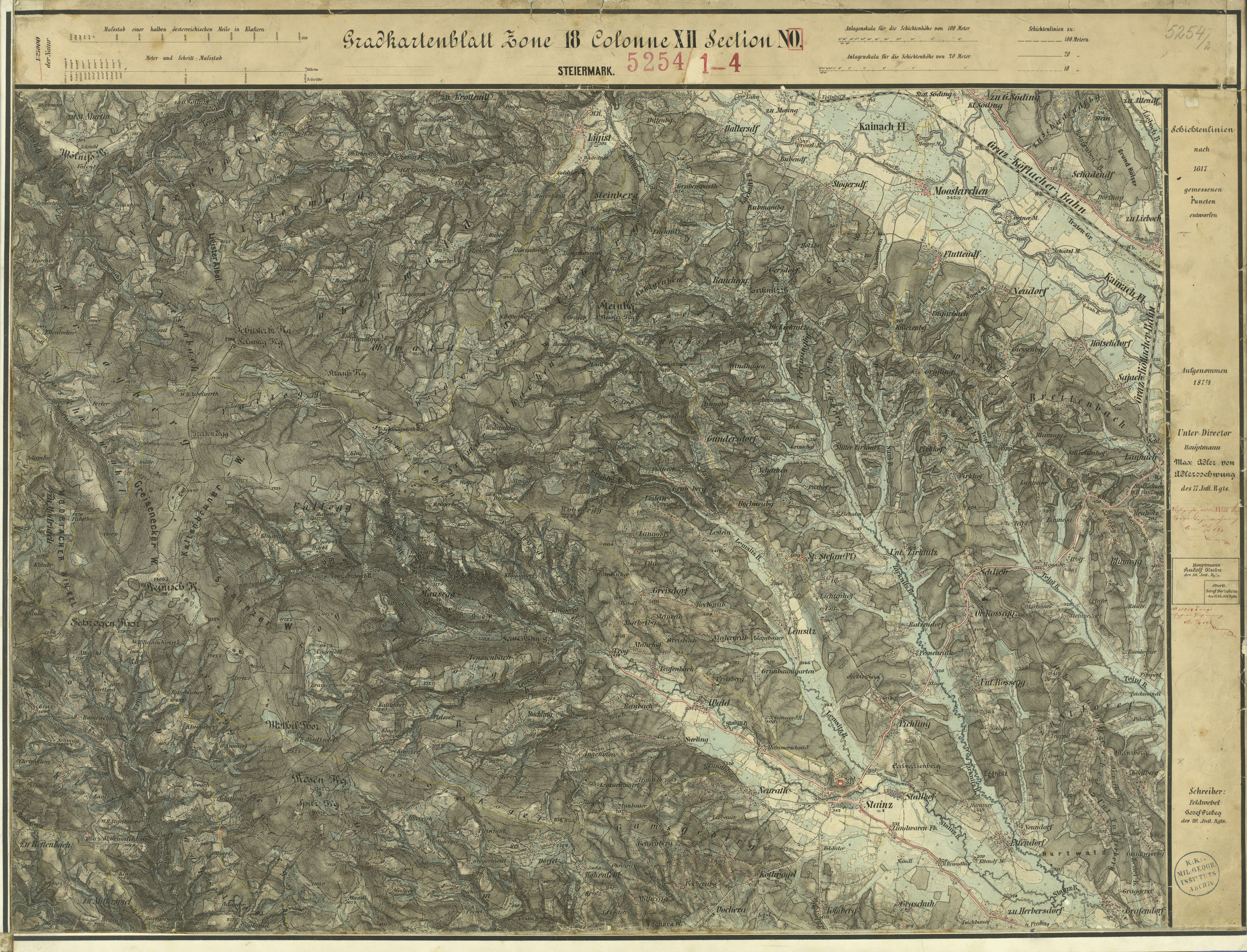
Aufnahmeblatt, um 1878
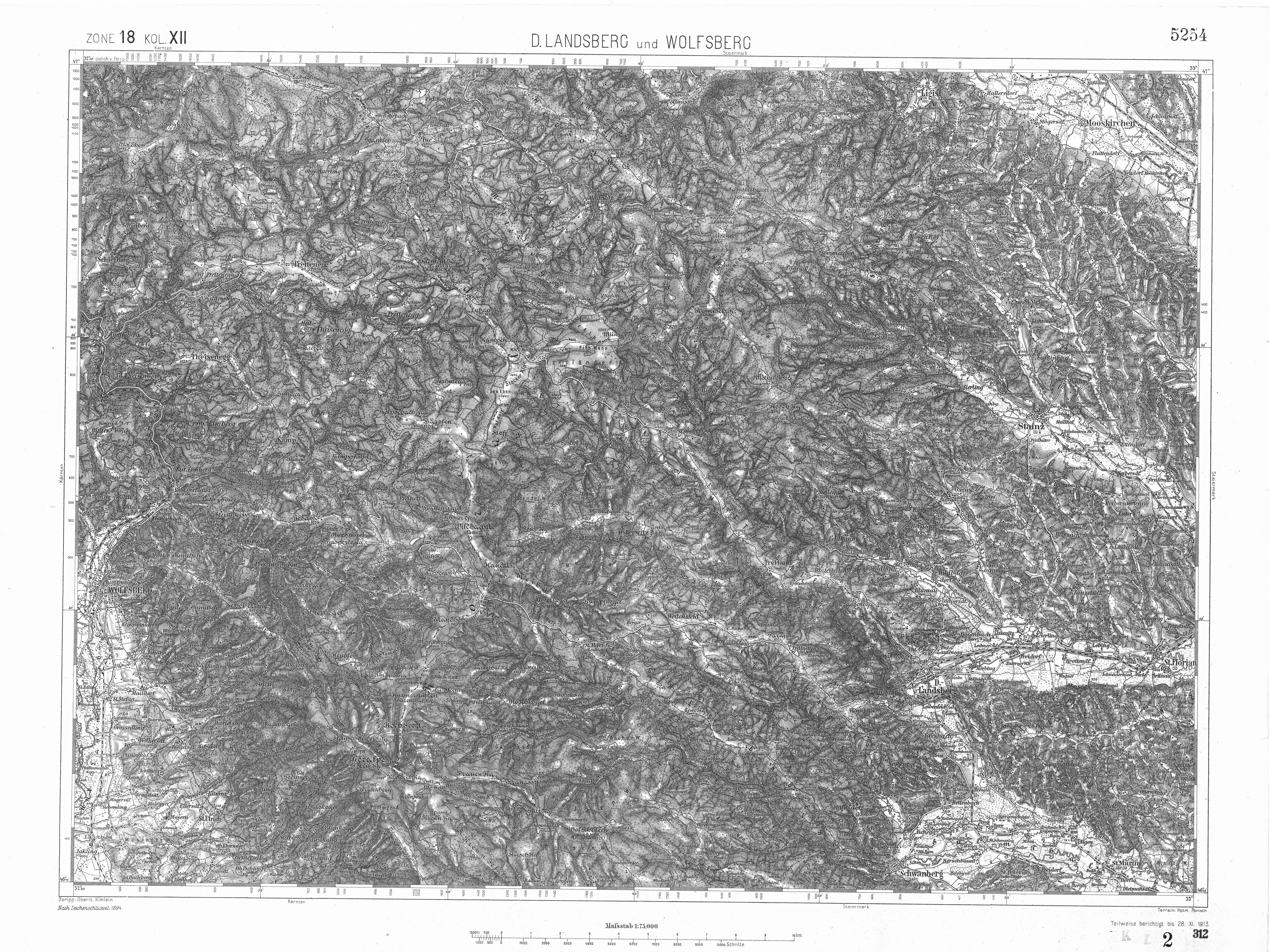
Franzisco-Josephinische Landesaufnahme, ca. 1910